# 小桥镇站
小桥镇站是一个峰福线上的铁路车站，位于福建省南平市建瓯市小桥镇，建于1996年，目前为五等站，邮政编码为353101。目前客运：办理旅客乘降；不办理行李、包裹托运；不办理货运营业。